# Torralba de Aragón
Torralba de Aragón es un municipio y localidad española de la provincia de Huesca, en la comunidad autónoma de Aragón. Cuenta con una población de 107 habitantes (INE 2024).

## Historia

### Historia
Hacia mediados del siglo XIX, el lugar, por entonces con ayuntamiento propio, tenía una población de 235 habitantes y un total de 50 casas. La localidad aparece descrita en el decimoquinto volumen del Diccionario geográfico-estadístico-histórico de España y sus posesiones de Ultramar de Pascual Madoz de la siguiente manera:

TORRALBA: l. con avunt. en la prov., part. jud. y dióc. de Huesca (3 1/2 leg.), aud. terr., c. g. de Zaragoza (7). sit. en llano con buena ventilacion y clima saludable; las enfermedades comunes son fiebres intermitentes Tiene 50 casas; la consistorial, cárcel, una igl. parr. (San Pedro Apóstol), cuyo curato es de 3.ª clase, de provision real y ordinaria, y una escuela de primeras letras. El térm. confina N. Tardienta; E. Sangarren; S. Senes, y O. Zuera; en él se encuentra una ermita dedicada á Sta. Ana. El terreno es de buena calidad, le fertilizan las aguas de los mencionados r. y le cruzan varios caminos locales. prod.: trigo, cebada, avena; cria ganado lanar y cabrío, y caza de conejos y perdices. pobl.: 58 vec., 235 alm. riqueza imp.. 51,900 rs. contr.: 6,072.
(Madoz, 1849, p. 58)

### Topónimo
El topónimo Torralba proviene del latín turris alba, que significa "torre blanca". Esta denominación podría hacer referencia a una antigua torre defensiva construida en piedra clara o encalada, situada en una zona llana y visible desde la distancia. El complemento “de Aragón” se incorporó posteriormente para distinguir la localidad de otras poblaciones homónimas existentes en distintas regiones de España y para resaltar su pertenencia histórica al antiguo Reino de Aragón.

## Demografía
Torralba de Aragón cuenta con una población de 107 habitantes (INE 2024).
La evolución demográfica del municipio ha seguido una tendencia descendente en las últimas décadas, en línea con el fenómeno de despoblación rural que afecta a muchas localidades del interior de España, especialmente en la provincia de Huesca.
Históricamente, Torralba de Aragón llegó a superar los 500 habitantes a mediados del siglo XX. Sin embargo, desde entonces ha experimentado una disminución progresiva de población debido a factores como la emigración hacia núcleos urbanos, la mecanización del campo y la baja natalidad.
Durante los meses de verano y en fechas festivas, la población aumenta temporalmente con la llegada de antiguos vecinos o sus descendientes, que regresan al pueblo para pasar las vacaciones o participar en las celebraciones locales.

El municipio no dispone de servicios educativos propios ni de muchos servicios básicos, por lo que los residentes deben desplazarse a localidades cercanas, como Tardienta o Huesca, para cubrir necesidades escolares, sanitarias o comerciales.
| Gráfica de evolución demográfica de Torralba de Aragón entre 1842 y 2021 |
| |
| Población de derecho según los censos de población del INE Población de hecho según los censos de población del INEEn estos censos se denominaba Torralba: 1842, 1857, 1860, 1877, 1887, 1897, 1900 y 1910 |

## Fiestas

### Fiestas estacionales
Una de las celebraciones más destacadas tiene lugar el primer sábado de mayo, en torno a la festividad de la Santa Cruz (3 de mayo), reconocida como fiesta local. Aunque el programa varía cada año, es habitual que se organicen actividades como parques infantiles, concursos de cartas, vermut popular, cenas vecinales y actuaciones musicales. En los últimos años se han incorporado propuestas novedosas como paintball de hidrogel y juegos para todas las edades.
También es tradicional la celebración el primer fin de semana de octubre, en honor a la Virgen del Rosario. El viernes suele incluir una cena popular, música en directo o discoteca móvil, mientras que el domingo se celebran los actos religiosos y la popular Carrera de Roscas.

## Administración y política
| Período       | Alcalde                     | Partido          |  |
| ------------- | --------------------------- | ---------------- |  |
| 1979-1983     | Pedro Pablo Abadía Orus     | Ind.             |  |
| 1983-1987     |                             |                  |  |
| 1987-1991     |                             |                  |  |
| 1991-1995     |                             |                  |  |
| 1995-1999     | Juan Carlos García Ballarín | PSOE             |  |
| 1999-2003     | Juan Carlos García Ballarín | PSOE             |  |
| 2003-2007     | Juan Carlos García Ballarín | PSOE             |  |
| 2007-2011     | Antonio Bayod Calvo         | PAR              |  |
| 2011-2015     | Antonio Bayod Calvo         | PAR              |  |
| 2015-2019     | Antonio Bayod Calvo         | PAR              |  |
| 2019-2023     | Antonio Bayod Calvo         | PAR              |  |
| 2023-presente | Nicolás José García Labat   | independiente-PP |  |

| Partido político    | Partido político                                   | 2003   | 2007   | 2011   | 2015   | 2019   | 2023   |
| Partido político    | Partido político                                   | Ediles | Ediles | Ediles | Ediles | Ediles | Ediles |
|                     | Partido Aragonés (PAR)                             | 1      | 2      | 1      | 2      | 1      | 0      |
|                     | Partido Popular de Aragón (PP)                     | 2      | 1      | 1      | 1      | 1      | 2      |
|                     | Chunta Aragonesista (CHA)                          | 1      | 1      | 1      | 1      | 1      | 0      |
|                     | Partido de los Socialistas de Aragón (PSOE-Aragón) | 1      | 1      | 1      | 1      | 2      | 1      |
|                     | Izquierda Unida (IU)                               | —      | —      | 1      | —      | —      | —      |
|                     | Ciudadanos (CS)                                    | —      | —      | —      | —      | —      | 2      |
| Total de concejales | Total de concejales                                | 5      | 5      | 5      | 5      | 5      | 5      |

## Monumentos
- Iglesia de San Pedro